# Калантарлы, Минаввер Самед кызы
Минаввер Самед кызы Калантарлы (азерб. Münəvvər Səməd qızı Kələntərli; 21 октября 1912, Ленкорань — 5 февраля 1963) — азербайджанская актриса, лауреат Сталинской премии (1946) второй степени, Заслуженная артистка Азербайджанской Республики (1940).

## Биография
Родилась 21 октября 1912 года в Ленкорани. В 1930 году в возрасте 17 лет переехала в Баку. С 1933 года начала свою актёрскую деятельность и поступила на работу в бакинский театр. Самой популярной постановкой в кино можно отнести фильм Аршин мал алан постановки 1945 года, где она исполнила роль родной тёти Аскера по прозвищу «Аршин-малчи» Джаган.

### Последние годы жизни
В начале 1960-х годов у актрисы обострился сахарный диабет, и она перестала сниматься.
Скончалась 5 февраля 1963 года в Баку.

## Фильмография
- 1945 — Аршин мал алан — Джаган-хала
- 1950 — Огни Баку
- 1955 — Бахтияр — Гульзар
- 1955 — Встреча — Минаввер
- 1956 — Не та, так эта
- 1957 — Под знойным небом
- 1958 — Её большое сердце
- 1958 — Тени ползут
- 1958 — Пачка Казбека
- 1962 — Я буду танцевать